# Oviedo, Florida
Oviedo är en stad (city) i Seminole County, i delstaten Florida, USA. Enligt United States Census Bureau har staden en folkmängd på 33 528 invånare (2011) och en landarea på 39,4 km².